# Eugen Ovidiu Chirovici
Eugen Ovidiu Chirovici (n. 11 mai 1964, Făgăraș, județul Brașov) este un scriitor român care trăiește din 2012 în Europa Occidentală și scrie în limba engleză.

## Viața și cariera
Eugen Ovidiu Chirovici s-a născut în 1964, la Făgăraș, într-o familie mixtă, româno-germano-maghiară.
În 1988 a terminat Academia de Studii Economice din București. A lucrat ca economist și în acest domeniu a mai făcut studii la Universitatea din Glasgow, precum și perfecționări la Banca Mondială.
A început să lucreze și ca jurnalist. Între 1992 și 2000 a fost mai întâi reporter, apoi redactor, șef de secție, redactor șef adjunct, în fine redactor șef la Curierul Național. A colaborat și cu canale de radio și de televiziune precum Europa Liberă, BBC și TVR. În 2000 a lucrat ca director executiv la înființarea B1 TV, pe care a condus-o până în 2002. În același an a devenit consilierul economic al primului ministru Adrian Năstase. Între 2003 și 2007 a fost președintele-secretar de stat al fostei Agenții Naționale pentru Întreprinderi Mici și Mijlocii, apoi, din 2008 până în 2012, consilierul Consiliului director al Băncii Naționale. A publicat numeroase articole și cărți în domeniul său profesional.
În afară de profesia sa, E. O. Chirovici s-a interesat de politica internațională și de istorie. A scris articole și cărți și în aceste domenii. O altă activitate extraprofesională pe care a avut-o a fost funcția de Mare Maestru al organizației francmasonice Marea Lojă Națională din România între 2003 și 2010.
În ordine cronologică, prima sa mare pasiune artistică a fost pictura. Spre sfârșitul anilor 1980 și la începutul anilor 1990, a vândut câteva zeci de lucrări unor galerii, și s-a ocupat și mai târziu de pictură ca activitate secundară.
A început să se ocupe devreme și de literatură. De altfel, printre rudele sale au fost persoane cu asemenea ocupații: bunicul lui dinspre tată a scris proză și poezie, iar doi unchi ai lui, pe lângă jurnalism au scris și versuri. El însuși a început să citească mult în copilărie, chiar a scris, la vârsta de nouă ani, o povestire pentru sine, apoi și versuri, pe lângă proză scurtă. Dorința să fie scriitor a avut-o cu mult înainte de apariția primei sale scrieri. Aceasta s-a întâmplat în 1989, când revista Vatra din Târgu Mureș i-a publicat o proză scurtă. În 1991 i-au apărut primele două romane, Masacrul și Comando pentru general, vândute în câte 100.000 de exemplare și ocupând timp de câteva săptămâni locul întâi în topul României literare. În afară de acestea a mai publicat zece romane, zece nuvele și numeroase povestiri scurte.
În 2012, fiul lui E. O. Chirovici terminase facultatea în Anglia și lucra acolo, precum și soția lui primise o ofertă de angajare în Anglia. Din această cauză, Chirovici, atunci la vârsta de 48 de ani, a demisionat din funcția sa la Banca Națională și s-a mutat în Anglia cu gândul ca în continuare să se ocupe numai de scris.
În 2014 i-a apărut în engleză, la o editură relativ mică din S.U.A., romanul The Second Death (A doua moarte), care fusese publicat mai întâi în română, în 2006.
Deși cunoștea bine engleza, nu i-a fost ușor să treacă la scrierea în această limbă. În Anglia a scris mai întâi în română primul roman, și numai după aceea l-a transpus în engleză. A reușit să publice acest roman, The Book of Mirrors (Cartea oglinzilor), numai în 2017, după multe încercări. Timp de un an l-a oferit la peste o sută de agenții literare americane. În final, zece i-au cerut manuscrisul, dar toate l-au refuzat fără motivație. Dat fiind că numai edituri mici colaborează direct cu autori, a oferit manuscrisul unei asemenea edituri din Anglia. Proprietarul acesteia i-a explicat că romanul este prea bun ca să-l publice el, neputându-i asigura o difuzare și un beneficiu corespunzătoare. De aceea l-a sfătuit să contacteze și alte agenții. De data aceasta, din trei agenții din Anglia, una i-a acceptat romanul imediat și într-o lună l-a și vândut în 30 de țări. Până în 2018, cartea a fost publicată în 39 de limbi, în peste 40 de țări, și vândută în 400.000 de exemplare.
În 2017, când soția lui a început să lucreze la Comisia Europeană, și scriitorul s-a mutat la Bruxelles.
În 2018 a urmat o nouă carte a lui E. O. Chirovici Bad Blood (în română publicată cu titlul Cartea secretelor). Acest roman și cel anterior au fost popularizate în țările de limbă engleză numai ca thrillere, deoarece, după cum spune scriitorul, în aceste țări nu se prea citește beletristică propriu-zisă, dar în Germania, Franța sau Italia, sunt difuzate ca romane literare cuprinzând și elemente de thriller, fiindcă publicul are alte gusturi. Ambele romane au în comun ca teme problemele identității persoanei, capcanele memoriei, imaginea deformată pe care individul o are despre evenimente din trecut.
Din 2019, scriitorul este cetățean de onoare al Făgărașului.
În 2020, E. O. Chirovici s-a mutat la Florența, dar revine periodic la București. Cărțile îi sunt publicate și în română, iar el este în continuare cetățean român.

## Principalele opere

### Eseuri
- 2001 – Națiunea virtuală. Eseu despre globalizare, Iași, Polirom[10]
- 2005 – Misterele istoriei. Religie, politică, bani, București, RAO[11]
- 2008 – Noua economie. ABC pentru viitorii milionari, RAO[12]
- 2009 – Puterea, RAO[13]
- 2014
  - Gods, Weapons and Money: The Puzzle of Power (Zei, arme și bani: puzzle-ul puterii), Nortia Press (S.U.A.)[14]
  - Rumors That Changed the World. A History of Violence and Discrimination (Zvonuri care au schimbat lumea. O istorie a violenței și discriminării), Rowman and Littlefield (S.U.A.)[15]

### Romane
- 1991
  - Masacrul, București, Calypso[16]
  - Comando pentru general, Calypso[17]
- 2006 – A doua moarte, RAO[18]
- 2007
  - Suflete la preț redus, RAO[19]
  - La broasca leșinată, RAO[20]
- 2009 – Labyrinth.com, RAO[21]
- 2010
  - Voodoo, RAO[22]
  - Pulbere neagră, RAO[22]
- 2011
  - Hoodoo Creek, RAO[22]
  - Cine a ucis-o pe Nora Jones?, RAO[22]
- 2012
  - Sanitarium. Locul în care nimic nu este ce pare a fi, RAO[23]
  - O amintire de la Paris, RAO[22]
- 2014 – The Second Death, eLectio Publishing (S.U.A.)[7]
- 2017 – The Book of Mirrors, Penguin Random House (Marea Britanie)[24]
- 2017 – Cartea oglinzilor, RAO (traducerea precedentului)[22]
- 2018
  - Bad Blood, London, Serpent's Tail (Marea Britanie)[25]
  - Cartea secretelor, RAO (traducerea precedentului)[22]

## Adaptare
În martie 2024 a fost prezentat filmul Sleeping Dogs, în coproducție australo-americană, după romanul Cartea oglinzilor, în regia lui Adam Cooper și cu Russel Crowe în rolul principal.